# Ashé (santería)
El ashé, también aché o asé, es un concepto básico en las religiones yoruba y afrocubanas, como la santería. Se le entiende como la energía básica del universo de lo que todo está constituido incluidos los orishas y que mantienen el equilibrio y el orden. Dicha fuerza requiere estar equilibrada para el correcto funcionamiento de la existencia, por lo que puede propiciarse a través del sacrificio (ebbó), controlado por ciertas personas (babalawos) y rituales, y concentrado de manera especial en ciertos objetos sagrados o amuletos. Estas religiones sostienen que el ashé no es bueno o malo, pero su desequilibrio conlleva enfermedad, males y ruina para las personas. Por esto último, dentro del lenguaje popular de la santería cubana, también se denomina ashé a la suerte que posea una persona.
En la cosmogonía afrocubana, el ashé era la energía fundamental preexistente al universo, que cuando cobró conciencia se constituyó en Olodumaré y cuando pasó a la acción en Olofi. Este último creó a Obatalá, el primer orisha, dando comienzo a la genealogía de estos espíritus que recibieron gran cantidad de ashé de parte de Olodumare y a quienes se intenta propiciar a través del culto santero.